# Ольгин, Хорхе
Хо́рхе Ма́рио Ольги́н (исп. Jorge Mario Olguín; род. 17 мая 1952, Долорес, Буэнос-Айрес) — аргентинский футболист, фланговый правый и центральный защитник. Игрок национальной сборной Аргентины. Чемпион мира 1978 года, участник чемпионата мира 1982. По завершении карьеры футболиста стал тренером.

## Биография
Хорхе Ольгин — воспитанник столичного «Сан-Лоренсо», за который провёл первую половину своей профессиональной карьеры. В составе «красно-синих» он трижды становился чемпионом Аргентины.
В 1980 году перешёл в «Индепендьенте», с которым стал чемпионом Метрополитано в 1983 году.
Последние годы в футболе провёл в составе «Архентинос Хуниорс», в период расцвета этой команды. Вместе с «красными жуками» он завоевал Кубок Либертадорес в 1985 году, Межамериканский кубок, а также ещё два раза становился чемпионом Аргентины.
За сборную Аргентины Ольгин выступал с 1976 по 1982 год. Ольгин был одним из ключевых игроков в составе команды Сесара Менотти на победном домашнем мундиале 1978 года, цементируя центр обороны «альбиселесте».
По окончании карьеры футболиста работал тренером в аргентинских «Архентинос Хуниорс», «Колоне», «Альмагро», «Депортиво Эспаньоле», в японской «Ависпе Фукуока», коста-риканских «Саприссе», «Санта-Барбаре» и «Алахуэленсе».

## Достижения

### В качестве игрока
- Чемпион Аргентины (5): 1972 (Метрополитано), 1972 (Насьональ), 1974 (Н), 1983 (М), 1984 (М), 1985 (Н)
- Обладатель Кубка Либертадорес (1): 1985
- Обладатель Межамериканского кубка (1): 1986
- Чемпион мира (1): 1978

### В качестве тренера
- Чемпион Японской футбольной лиги (1): 1995